# 張儀
張 儀（ちょう ぎ、? - 紀元前309年）は、中国戦国時代の縦横家・政治家。魏出身。蘇秦と共に縦横家の代表的人物とされ、秦の宰相として蘇秦の合従策を連衡策で打ち破り、秦の拡大に貢献した。

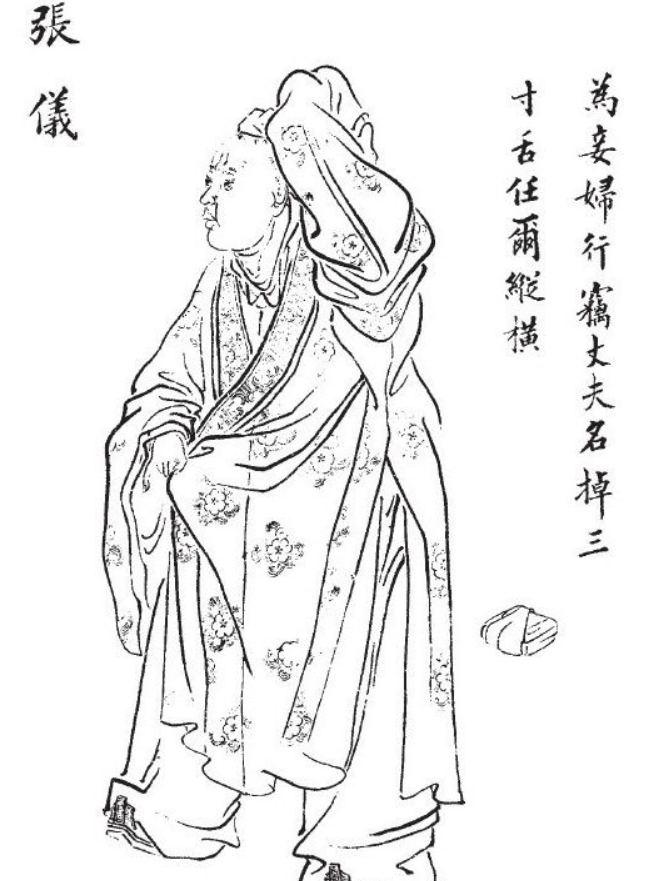
張儀

## 史記による略歴

### 恥辱
張儀は若い頃、蘇秦と共に鬼谷子に学び、その後諸国を遊説したが、中々受け入れてもらえず、楚の大臣に従って宴会に出た時には窃盗の疑いをかけられ袋叩きにあったことまである。傷だらけの張儀は妻に対し「舌はまだついているか？」と聞き、ついていると返答されると「舌さえあれば十分だ」と答えたと言う。
その後も不遇だった張儀はすでに趙で出世していた蘇秦を頼って行った。しかし予期に反して大いに侮辱されたため、発奮した張儀はこの屈辱をばねに秦に仕官する事が出来た。だが、この時仕官に必要だった資金は蘇秦がひそかに出したものだった。燕と趙を同盟させた蘇秦は、張儀が秦で出世して同盟が定着するまで趙を攻めないよう秦王に働きかけさせるためにわざと張儀を侮辱したのである。人からその話を聞いた張儀は感じ入り「蘇君が在命のうちは自分にはなにもできない」とへりくだった。

### 秦の宰相
張儀はその後、魏を討ち、上郡・少梁を獲得した功績で宰相となった。しかし魏が斉に接近するようになると、魏に仕官して魏の宰相となり、このまま秦に攻撃されても他国が頼むに足らないことを説き、秦と魏の同盟を成立させることで連衡を成功させ、再び秦の宰相となった。この際、かつて張儀を袋叩きにした楚の宰相に対し、「あなたはかつて私を疑い、ひどい目にあわせたが、今度は本当にあなたの城を奪ってやる。」との文を送りつけたと言われている。
恵文王9年（紀元前316年）、蜀に内紛が起きたのでこれに乗じるべきかと恵文王に問われた時に張儀は韓を攻めて、周を恫喝し、天下に号令すべきと説いたが、恵文王は司馬錯の献言に従い蜀を占領した。

### 楚への復讐
恵文王12年（紀元前313年）、張儀は対楚工作に入り、楚に対し商・於の地六百里四方を割譲するから、斉との同盟を破棄して欲しいと申し入れた。楚の懐王は喜んでこれに応じ、斉との同盟を破棄して、将軍に秦に領土を受け取りに行かせたが、張儀は六里四方の土地を割譲すると言った。これに楚の将軍は約束は六百里だと猛烈に抗議するが張儀はとぼけて相手にしなかった。
懐王は大いに怒り、秦に対し出兵したが、大敗する（丹陽・藍田の戦い）。その後、秦から楚に土地を割譲する事で和睦しようという交渉が持ちかけられたが、懐王は「土地など要らぬ。張儀の命が欲しい」と言い、これに答えて張儀は楚に行った。張儀には生還する策があった。懐王の寵姫である鄭袖に人を使って「秦は張儀の命を救うために懐王に財宝と美女を贈るつもりです。もしそうなったらあなたへの寵愛はどうなるでしょうな」と言わせ、不安に思った鄭袖は懐王に張儀を釈放する事を願ったので懐王は張儀を釈放した。こうして張儀は強国である斉と楚の同盟を崩した上で楚を叩き、和睦にも成功することで合従を崩した。
恵文王14年（紀元前311年）、恵文王が薨去し、張儀とは不仲であった太子蕩が即位し武王となった。張儀は誅殺を恐れ、策があるからと言って魏に逃げ、魏の宰相となって一年後に没した。

## 史記の記述における矛盾
上記は『史記』によるものだが、後世の研究において蘇秦の記述について矛盾が指摘されている。1973年、湖南省長沙市の馬王堆漢墓から、『戦国縦横家書』（日本語訳：工藤元男　朋友書店　ISBN 9784892810336）という司馬遷の時代より古い書物が発見された。これに基づいて蘇秦の事績は大幅に修正されたが、それによると蘇秦は張儀よりも後の時代に活躍した人であった。